# Ариас Муруэта, Густаво
Густаво Ариас Муруэта (исп. Gustavo Arias Murueta, 26 мая 1923; Лос-Анджелес — 15 апреля 2019; Мехико) — мексиканский художник, скульптор и поэт, принадлежащий к Поколению Разрыва, противникам мексиканской школы монументальной живописи, устоявшейся в стране к середине XX века. Будучи членом Салона мексиканской пластики, он наиболее известен своей масляной живописью, рисунками и графикой. Первоначально Ариас изучал архитектуру в Национальном автономном университете Мексики, где познакомился с такими художниками, как Руфино Тамайо, Давид Альфаро Сикейрос и Хосе Клементе Ороско. Первая выставка его работ прошла в 1961 году. На творчество художника сильно влияние оказал Ороско.

## Биография
Густаво Ариас Муруэта родился в Лос-Анджелесе (штат Калифорния), имея испанское происхождение. Его родителями были Эстебан Ариас Реновато и Элиса Муруэта Андраде. В 1934 году он поступил в начальную школу в Торреоне (штат Коауила), но сменил её, когда семья переехала в Мехико в 1939 году. Ариас поступил в Национальный автономный университет Мексики в 1946 году, чтобы изучать архитектуру, где он познакомился с рядом видных художников, такими как Руфино Тамайо, Давид Альфаро Сикейрос и Хосе Клементе Ороско. Он женился на Лурдес Чавес Корреа в 1949 году. У супругов было четверо детей: Лила (1953), Густаво (1954), Уго (1956) и Ливия (1965).
Ариас был художником, писателем, скульптором и поэтом. Он начал создавать отдельные рисунки и этюды, а также работать с экспериментальным театром около 1956 года, в начале 1960-х годов прошли его первые выставки. Ариас жил в Европе и США, путешествовал по Азии, а также по ряду других странах, преимущественно с целью посещения музеев и изучения работ великих мастеров. С 1974 до своей смерти в 2019 году художник проживал в Мехико. Ариас умер 15 апреля 2019 года в возрасте 95 лет.
Среди его учителей был японский художник Юкио Фукасава, проводивший семинары по гравюре в Мехико.

## Карьера

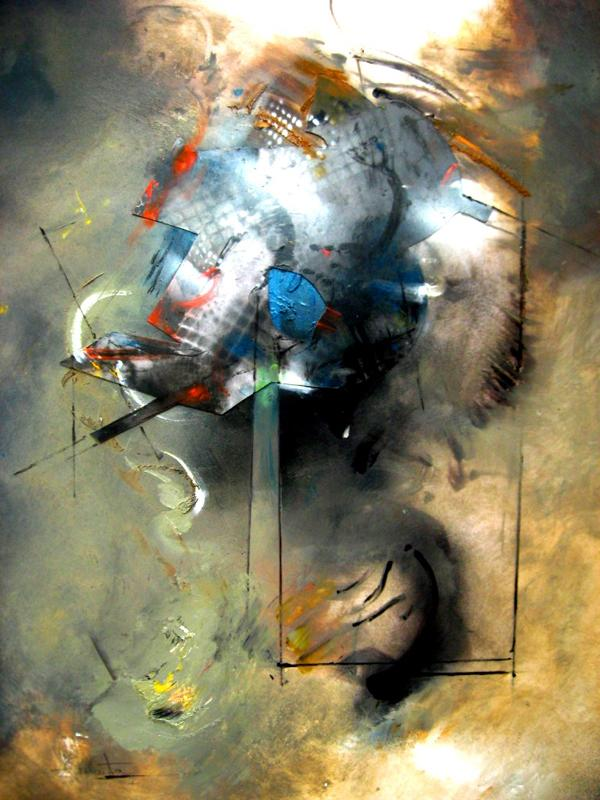
«Возрождение»

Большая часть карьеры Ариаса была посвящена рисованию, графике и живописи маслом, хотя он также занимался поэзией и скульптурой. В 1944 году он начал работать в типографии, которая оказала влияние на его художественную карьеру. В начале 1960-х годов Ариас стал профессиональным художником, основав собственную студию в 1974 году и отправившись в путешествие по Европе в 1976 году для изучения произведений искусства в тамошних музеях.
Персональные выставки Ариаса Муруэты проходили с 1961 года и в таких местах, как Галерея Чапутепек (1962), Форт Сан-Диего в Акапулько (1963), Североамериканский мексиканский институт культурных отношений в Мехико (1963 и 1967), Тихоокеанская художественная галерея в Лос-Анджелесе (1965), Галерея Ла Сельва в Куэрнаваке (1966), Мексиканский институт культуры Израиля в Мехико (1966 и 1971), Салон мексиканской пластики в Мехико (1968), Галерея Зегри в Нью-Йорке (1970), Галерея Ла Бола в Мехико (1970), Галерея Кастано Уэр в Мехико (1972), Дворец изящных искусств в Мехико (1973), Галерея Соль-де-Рио в Сан-Антонио (1974), Галерея Понсе в Мехико (1976), Галерея Сумма Артис в Мехико (1978), Гольф-клуб Бельявиста в Мехико (1978, 1979 и 1982), Галерея Кин (1980 и 1982), Университет Гуанахуато (1980), Французский альянс Поланко в Мехико (1980), Галерея Ливерпуль в Мехико (1981), Галерея Герхарда Вюрцера в Хьюстоне (1981, 1982, 1985 и 1989), Ярмарка Уамантла в Тласкале (1981), Парижский арт-центр (1983), Галерея Мисрачи в Мехико (1983, 1989 и 1992), Городской музей Мехико (1985), Галерея Кэролин Хилл в Нью-Йорке (1985 и 1987), Культурный центр Куахимальпа в Мехико (1985). К его последним выставкам относились ретроспектива его работ в клубе «Piso 51» в Торре-Майор в Мехико в ноябре 2010 года, а также выставка под названием «Cosmogonía» в Немецком клубе Мехико в 2011 году.
Ариас участвовал в многочисленных коллективных выставках, начиная с 1961 года, в том числе в Автономном университете Пуэблы, Университете Консепсьона (Чили), мексиканском посольстве в Тель-Авиве (Израиль), Музее современного искусства в Мехико, в рамках культурной программы Олимпийских игр в Мехико, Доме Америк в Гаване, Техасском институте развития образования в Сан-Антонио, Музее Каррильо Хиль (Мехико), Дворце изящных искусств (Мехико) и Экспериментальном центре искусства графики в Мадриде. В марте 2012 года Ариас участвовал в исторической коллективной выставке под названием "Возможности формы, визуальная антология среди веков (исп. Las posibilidades de la forma, Antología visual de entresiglos) вместе с мексиканскими художниками Хильберто Асевесом Наварро, Хосе Луисом Куэвасом, Себастьяном, Мануэлем Фельгуэресом, Роджером фон Гюнтеном, Луисом Лопесом Лосой, Висенте Рохо Альмасаном и Франсиско Толедо.
Хелен Эскобедо, тогдашний директор Музея современного искусства, посоветовала ему создать новые площадки для искусства, потому что власти не признавали его работы. Это привело к открытию Экспериментального центра искусства графики (исп. Centro Experimental de Arte Gráfico) в 1968 году и его собственной галереи.
Помимо выставок Ариас участвовал в ряде других проектов. С 1968 по 1970 год он работал вместе с другими художниками над созданием фрески, посвящённой студенческому восстанию 1968 года. В 1982 году художник создал фреску «Скульптурный проект» (исп. Proyecto escultórico). Ариас появился на мексиканском телевидении в 1971 году в шоу, объединяющем музыку, поэзию и изобразительное искусство. В 1973 году он опубликовал «Тюрьму для цветка» (исп. La carcel para un a flor), эротическую поэму, проиллюстрированную его рисунками. В 1975 году он создал иллюстрацию для обложки книги под названием «Эротические сказки в Мексике» (исп. El cuento erótico en México). В 1980 году Ариас был приглашённым лектором в Университете Гуанахуато.

## Творчество

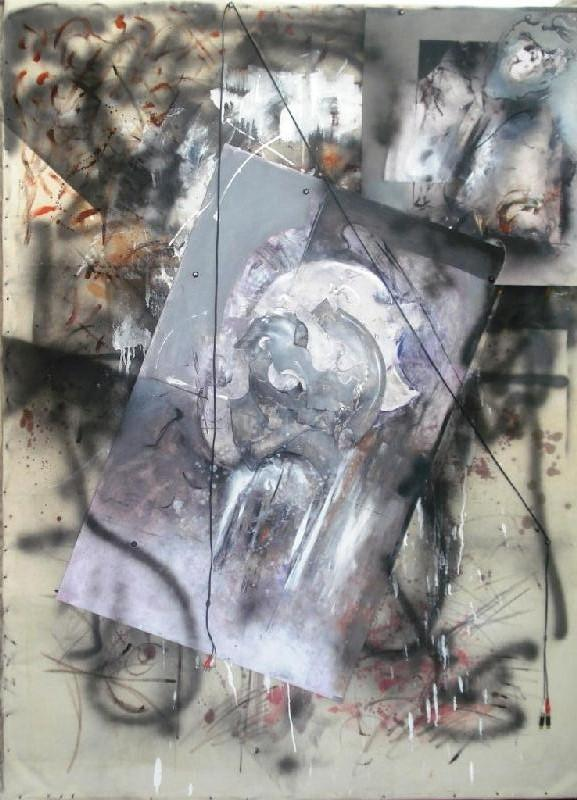
«Космогония»

Одной из главных тем работ Ариаса является концепция рождения и правильного времени появления. Другой важной темой для него служит борьба между хаосом и порядком, бытием и небытием, при этом его произведения стремятся достичь некоего равновесия между противоположностями. В период изучения архитектуры Ариас познакомился с Хосе Клементе Ороско, оказавшим наибольшее влияние на его творчество. Но Ариас также был частью Поколения Разрыва, противников мексиканской школы монументальной живописи, устоявшейся в стране к середине XX века и к которой принадлежал Ороско.
В ранней юности Ариас экспериментировал с марионетками, которые несколько раз появлялись в его первых рисунках с 1960 по 1963 год. Ариас создавал преимущественно крупномасштабные абстрактные работы на холсте, также используя полипропилен.
Работы мастера Ариаса Муруэта получали различные отзывы, в том числе от поэта, издателя, редактора и корректора Али Чумачеро и куратора Тоби Эрика Джойсмита.

## Коллективный мурал 1968 года
Ариас Муруэта участвовал с другими художниками в создании коллективного мурала в поддержку студенческих требований во время студенческого восстания в Мексике в 1968 году. Фреска была выполнена на рифлёных цинковых листах, покрывающих руины памятника Мигелю Алеману Вальдесу. Сама фреска была написана без единства в стиле из-за разнообразия стилей её авторов, с выделением цвета и чёткими линиями. Она была похожа на коллаж из изображений, которые не все были связаны с социальными событиями того времени. Ариас Муруэта в этой работе решил почтить память молодой женщины, убитой во время разгона демонстрации на Площади конституции в Мехико 28 августа того же года. Её смерть, от разрыва кишечника, была представлена Ариасом Муруэтой висящей куклой, из чрева которой вырваны цветные шнурки.